# Roberto Servat
Roberto Juan Servat Pereira de Sousa (26 de octubre de 1969) es un abogado peruano.

## Biografía
Estudió una Derecho en la Universidad de Lima, en la cual obtuvo el título de abogado en 1995. Estudió una maestría en Administración Pública en el Instituto Universitario Ortega y Gasset, adscrito a la Universidad Complutense de Madrid.
Fue asesor en la Oficina de Normalización Previsional (1996-1997).
En 1998 ingresó a trabajar al Ministerio de Trabajo y Promoción Social como director general de la Oficina de Asesoría Jurídica, cargo que ocupó hasta 1999.
El 12 de noviembre de 1999 fue designado Viceministro de Promoción Social por el presidente Alberto Fujimori, cargo que ocupó hasta el 11 de octubre de 2000.
En diciembre de 2000 fue designado Viceministro de Trabajo por el presidente Valentín Paniagua, cargo que ocupó hasta julio de 2001. Como tal, fue miembro del Consejo Directivo de la Superintendencia de Entidades Prestadoras de Salud y del Consejo Nacional de Trabajo.
Fue miembro del estudio Burns, Pacheco, Servat Abogados.
En 2005 fue designado Viceministro de Trabajo por el presidente Alejandro Toledo, cargo que ocupó en las gestiones de los ministros Juan Sheput y Carlos Almerí Veramendi. Como tal, fue Presidente del Fondo Nacional de Capacitación Laboral y de Promoción del Empleo - FONDOEMPLEO.
Es Gerente de Responsabilidad Social y Relaciones Laborales de Volcan Compañía Minera.
Se ha desempeñado como profesor en la Universidad de Lima, en la Universidad de San Martín de Porres, la Universidad Femenina del Sagrado Corazón, Universidad de Piura, la Universidad Continental, y la Universidad Peruana de Ciencias Aplicadas.